# Vecquée

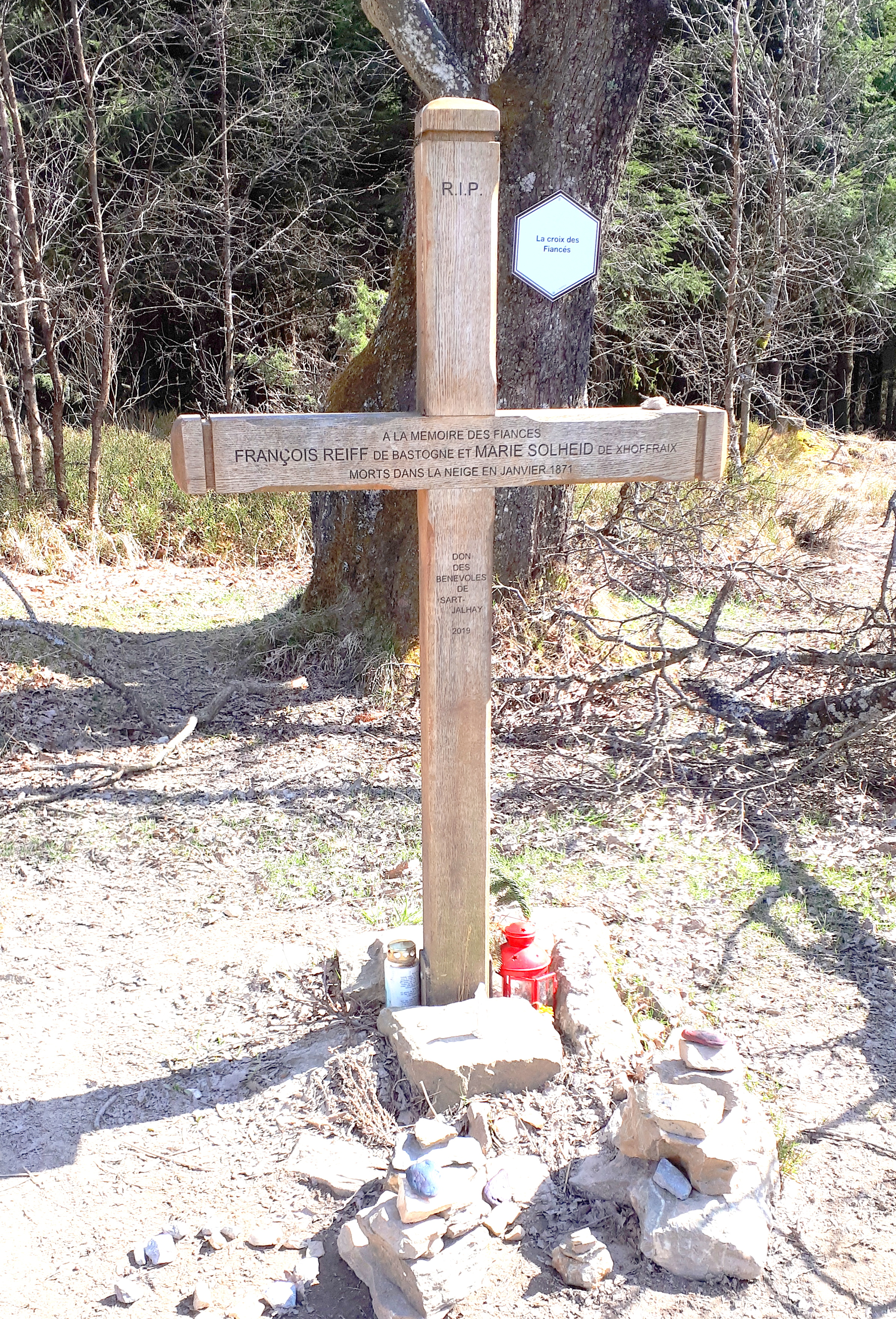
Kruis van de verloofden langs de Vecquée nabij Hockai.

De Vecquée is een van oorsprong Gallo-Romeinse weg in de Ardennen ten zuidoosten van Luik die loopt vanuit Bronromme (ten noorden van Stoumont) via Berinzenne over de Col du Rosier en via Malchamps naar Hockai, waar de weg uitkomt op de Via Mansuerisca bij de Baraque Michel. De weg loopt over een plateau op ongeveer 500 m hoogte (en met een vergelijkbare vegetatie als de Hoge Venen) en dat de waterscheiding vormt tussen de Vesder in het noorden en de Amblève in het zuiden. In het ancien régime vormde de Vecquée de grens tussen Luik, Limburg, Luxemburg, Stavelot-Malmedy en Gulik. Tussen 1815 en 1920 vormde een deel van de Vecquée de grens tussen de Verenigde Nederlanden (later België) en Pruisen.
De naam Vecquée komt van het Franse woord évêque dat bisschop betekent en dat verwijst naar de prins-bisschoppen van Luik die deze weg gebruikten om naar de abdijen van Stavelot en Malmedy te gaan. Ook het Bois de la Vecquée ten zuiden van Seraing is vernoemd naar de prins-bisschoppen.
Ten oosten van Hockai, nabij de plek waar de Vecquée uitkomt op de Via Mansuerisca staat het kruis van de verloofden. Op deze plek belandden twee verloofden op 22 januari 1871 in een sneeuwstorm en verloren hierbij het leven. Ter nagedachtenis aan dit koppel werd in 1906 een kruis geplaatst, dat op 20 september 1931 werd vervangen door het huidige kruis.

## Wielrennen
De beklimming vanuit Targnon via Stoumont naar La Reid over de N633 en N606 wordt in de wielerwereld Côte de la Vecquée genoemd. De klim is met 6,3 km vrij lang en met een gemiddelde van bijna 5% niet erg steil. De beklimming wordt regelmatig opgenomen in de wielerklassieker Luik-Bastenaken-Luik, waar hij ongeveer halverwege de terugweg ligt. Meestal wordt hierna La Redoute beklommen, waar de finale begint.
Côte de la Roche-en-Ardenne · Côte de Saint-Roch · Côte de Mont-le-Soie · Côte de Wanne · Côte de Stockeu · Côte de la Haute-Levée · Côte du Rosier · Côte du Maquisard · Côte de la Redoute · Côte de Sprimont · Côte des Forges · Côte de la Roche-aux-Faucons

Voormalige beklimmingen: Côte de Ny · Mont-Theux · Côte de la Vecquée · Côte de Colonster · Côte du Sart-Tilman · Côte de Saint-Nicolas · Côte de la Rue Naniot · Ans